# Neidhard Varnhorn
Neidhard Varnhorn (* 1972 in Vechta) ist ein deutscher Politiker (CDU). Er ist seit 2021 Bürgermeister von Cloppenburg.

## Biografie
Nach seinem Abitur absolvierte Varnhorn eine Ausbildung als Kreisinspektor-Anwärter beim Landkreis Vechta. Er arbeitete bis 1994 im Amt für Umweltschutz des Landkreises Vechta und leistete danach seinen Grundwehrdienst. Er studierte im Anschluss daran Rechtswissenschaften an der Universität Osnabrück. Von 2002 bis zur Wahl als Bürgermeister war er beim Landkreis Cloppenburg als Jurist tätig.
Varnhorn wurde 1991 mit 19 Jahren als damals jüngstes Mitglied erstmals in den Rat der Stadt Cloppenburg gewählt und gehört diesem seither an. Bei der Kommunalwahl 2021 wurde er mit 65,4 % zum neuen Bürgermeister von Cloppenburg gewählt.
Varnhorn ist verheiratet mit Markus Acquistapace und hat zwei Kinder.